# Џеремаја
„Џеремаја“ је стрип белгијског аутора Ермана Ипена. Први албум стрипа објављен је 1979. године, а објављује се и данас, иако нередовно.
„Џеремаја“ је био веома популаран у Југославији, где је први пут објављен у сарајевском Стрип арту, јула 1979. године, а објављиван је и у Политикином Забавнику, као и у виду албума самосталних издавача. Стрип се и данас објављује у Политикином Забавнику.

## Историјат
„Џеремаја“ је први самостални пројекат Ермана Ипена, који се током шездесетих и седамдесетих година 20. века прославио као цртач авантуристичког стрипа „Бернар Пренс“ и вестерна „Команча“, оба по Греговом сценарију.
Средином седамдесетих година, Ерман је осетио потребу да сопствену мржњу према криминалу и насиљу према недужнима искаже кроз један окрутан стрип. Инспирисан убиством Шерон Тејт и још четворо људи од стране банде Чарлса Менсона, 1969. године, одлучио је да створи стрип у коме би приказао супротан крај насиља, у коме јунак извршава правду над убицама, у стилу Чарлса Бронсона у филму „Посмртна жеља“. Међутим, убрзо по завршетку првог албума из ове серије (који никада није објављен), Херман је одустао од ове идеје, а уместо тога одлучио да креира стрип у коме ће креирати насилну, али реалну, визију света у блиској будућности.
Идеју за постапокалиптично окружење у стрипу „Џеремаја“, Ерман је добио читајући научнофантастични роман Ravage француског писца Ренеа Баржавела, о свету након нуклеарног рата. Инспирисан Баржавеловом визијом, Ерман је креирао свет уништен расним немирима, без цивилизованих структура, у коме преживели покушавају да поново изграде руинирано друштво, али их у томе спречавају старе грешке које се изнова понављају. Светом у коме се одвија радња стрипа реално владају криминалци и пљачкашке банде, од којих невини покушавају да се заштите. У стрипу су представљени сви проблеми које свет, а нарочито Америка, има и данас: друштвена неправда, насиље из забаве, расна питања (нарочито Афроамериканаца и Индијанаца), дрога, секте, уцене, корупција, ослобађање убица и педофила из затвора, политичке сплетке, итд.

## Радња
Радња стрипа смештена је у алтернативни 21. век, у Сједињене Америчке Државе опустошене након расног рата између црнаца и белаца, у друштво без закона налик дивљем западу. Већина становништва је сиромашна, богата мањина тлачи већину, док су расе јасно раздвојене и нетрпељивост међу њима и даље влада. Џеремаја је младић који остаје без породице у пљачкашком нападу и креће у сопствени рат за правду. На том путу упознаје вршњака Курдија Мелоја, младића без илузија о животу, спремног да се снађе у свакој ситуацији. Иако у првим епизодама стрипа између њих двојице влада ривалство и блага нетрпељивост, Џеремаја и Курди се удружују како би лакше преживели у застрашујућем свету, да би се касније између њих створило и искрено пријатељство. Заједно, они путују кроз разрушене пределе Северне Америке у потрази за бољим животом.

### Главни ликови
Џеремаја је насловни јунак стрипа, мада је Курди заправо подједнако важан лик. У првим епизодама стрипа, Џеремаја је представљен као изузетно храбар и правдољубив младић, али и брзоплет и наиван, што га доводи у опасне ситуације, из којих је Курди у почетку приморан да га спасава. Лик Џеремаје прогресивно се развијао кроз епизоде стрипа до опрезног, неповерљивог и огорченог човека, али је и даље остао велики борац за правду, мада у каснијим епизодама нисам не преза од употребе насиља над онима који то заслужују.
Курди Мелој је „симпатични отпадник“, циник и заљубљеник у живот који углавном гледа своја посла и труди се да извуче што више користи из ситуације у којој се налази. За разлику од Џеремаје, Курди је спреман и да буде непоштен, насилан и безобзиран, али никад према слабијима и угњетенима, чиме демонстрира свој сопствени осећај за правду. Ипак, Курди је пре свега човек спреман на све, који се у том насилном свету сналази као риба у води. Будући да нема изграђен осећај за морално, нити савест у класичном смислу, самим тим није ни позитиван ни негативан лик. Херман га описује као „мрачну страну Џеремаје“, и јасно истиче да би Курди чак био у стању да убије Џеремају за милион долара, иако би после тога плакао.
Због својих огромних разлика, Џеремаја и Курди представљају ефектан дуо главних јунака стрипа који се међусобно допуњују, али и уче један од другог.

### Споредни ликови
Споредни ликови се готово увек појављују само у једном албуму, али постоје и ликови који се појављују у два или више албума.
Стоунбриџ је Курдијев стари компањон, плаћеник који би све учинио за новац. Пре него што је почео да ради за разне криминалце, бавио се ситним крађама са Курдијем. Стоунбриџ је потпуно непоштен, неискрен и чак зао лик, који не преза ни од тога да прода Курдија лудом научнику као заморче за експеримент. Ипак, сви његови планови на крају пропадају и окрећу се против њега.
Марта је Џеремајина тетка, једини члан његове породице који је преживео масакр. Након поновног сусрета са Џеремајом, она представља персонификацију мајчинске нежности, али у каснијим епизодама на видело избија њен пуританизам. Нарочито је очигледно њено противљење Џеремајином ортаклуку са Курдијем, кога она сматра лошим утицајем. Марта се према Џеремаји поставља превише заштитнички, до те мере да чак издаје Курдија непријатељу, како би га елиминисала из живота „свог“ Џеремаје. Због таквог понашања, Џеремаја и Курди напуштају заједницу коју су претходно основали са Мартом и њеним новим мужем Вудијем и настављају своја путовања по земљи.
Езра је Курдијева мазга и његов верни пратилац у великом броју епизода. Осим Џеремаје, Езра је једино биће до којег је Курдију стало и он се због ње много пута излаже опасности. Езра је тврдоглава и често непослушна, али има сопствени карактер и служи као својеврсна маскота двојици главних јунака. Ипак, Курди је на крају трампи за мотоцикл, из практичних разлога.
Лена је богаташка ћерка, која је након убиства оца, мафијашког боса, приморана да се суочи са стварним светом. Неспособна да прихвати окрутност света, она покушава да наговори Џеремају да је ожени, што он испрва прихвата, али се касније ипак одлучује да настави свој живот луталице. Лена мрзи Курдија, делом због тога што је њен отац убијен након што је киднаповао Курдија, а делом због тога што сматра да Курди одвлачи Џеремају од ње. Када се Џеремаја и Лена поново сретну након више година, она је потпуно изгубила илузије о лагодном животу, води бордел и има дете којем се не зна отац.

### Сценографија
Сценографија већине епизода је грандиозна и оригинална. У разрушеном свету видљиви су трагови ароганције, мегаломанских структура и култа вође. Једна од основних карактеристика позадинске поставке је огроман контраст у представи урбаних структура и дивље природе. Као елементи грађене средине, присутни су модерни облакодери и врхунске лабораторије, али и примитивна утврђења, напуштени индустријски објекти, сметлишта... Природа је уништена, приказана кроз пустиње, мочваре, осушене шуме. Декорација коју Херман приказује је често пренаглашена, готово барокна, и по правилу је у драстичној супротности са непосредним окружењем.

## Албуми
Сви албуми објављени су и на српском језику. Различита издања појединих албума имају различите наслове на српском, у зависности од издавача.
| Година издања | Оригинални наслов | Наслов превода на српском језику               |
| ------------- | ----------------- | ---------------------------------------------- |
| 1979          |                   | Ноћ грабљивица                                 |
| 1979          |                   | Уста пуна песка или Песак у зубима             |
| 1980          |                   | Дивљи наследници                               |
| 1980          |                   | Зрак смрти, Опаки зрак смрти или Ватра у очима |
| 1981          |                   | Заморче за вечност                             |
| 1982          |                   | Секта                                          |
| 1982          |                   | Афромерика                                     |
| 1983          |                   | Бесне воде                                     |
| 1983          |                   | Зима кловнова                                  |
| 1984          |                   | Бумеранг                                       |
| 1985          |                   | Делта                                          |
| 1986          |                   | Јулиус и Ромеа                                 |
| 1988          |                   | Пун погодак                                    |
| 1989          |                   | Симон се вратио                                |
| 1990          |                   | Алекс                                          |
| 1992          |                   | Опасан терен или Црвена линија                 |
| 1994          |                   | Три мотора... или четири или Узалудна надања   |
| 1995          |                   | Аве Цезаре                                     |
| 1996          |                   | Погранична област или Граница                  |
| 1997          |                   | Плаћеници                                      |
| 1998          |                   | Рођак Линдфорд                                 |
| 2001          |                   | Пушка у води                                   |
| 2002          |                   | Ко је плави лисац?                             |
| 2003          |                   | Последњи дијамант                              |
| 2004          |                   | А ако једног дана Земља...                     |
| 2005          |                   | Лука у тами                                    |
| 2007          |                   | Елси на друму                                  |
| 2008          |                   | Езри је сасвим добро или Езра је добро         |
| 2010          |                   | Маца је заспала                                |
| 2011          |                   | Пола-пола или Фифти-фифти                      |
| 2012          |                   | Змијско легло                                  |
| 2012          |                   | Капо                                           |

## Популарност и значај
Стрип "Џеремаја", оригинално на француском језику, преведен је на више европских језика и стекао је култни статус у континенталном делу Европе. Почетком осамдесетих година, прве две епизоде стрипа су објављене на америчком тржишту, под насловом "Преживели" ("The Survivors"), али нису постигле никакав успех. Из тог разлога, свега десетак албума је спорадично објављено на енглеском језику.
Између 2002. и 2004. године, у САД је приказивана играна серија "Џеремаја", базирана на Хермановом стрипу. Међутим, серија и стрип нису имали много додирних тачака, осим имена и карактера главних јунака и постапокалиптичног окружења. Чак се и изглед главних јунака драстично разликовао од јунака стрипа: лик Џеремаје је тумачио Лук Пери (познат по улози Дилана у серији "Беверли Хилс"), док је Курдија глумио Малколм-Џамал Ворнер, црнац. Серија није постигла успех и угашена је након само две сезоне емитовања.